# Nakalimys lavocati
Nakalimys lavocati é uma espécie extinta de roedor da família Spalacidae. Seus registros fósseis são do Mioceno Superior do Quênia.